# Sadiel Rojas
Sadiel Antonnio Lucciano Rojas (Fort Worth, 16 luglio 1989) è un cestista statunitense con cittadinanza dominicana.

## Palmarès
- Campione NBDL (2014)
- All-NBDL All-Defensive Second Team (2014)
- All-NBDL All-Defensive Third Team (2013)